# Småort
Småort er et begreb, som bruges i Sverige af Statistiska centralbyrån (SCB) og som definerer en landsby med et samlet indbyggertal fra 50 til 199, hvor der er maksimalt 150 meter mellem husene. Hver småort har sin egen småortskode, men siden småortsafgrænsningen i 2015 gives småorter ikke længere officielle navne, selv om de kan have sådanne i daglig tale af de lokalt boende.
Som følge af ovenstående definition og som en årsag af 1800-tallets skiftereformer med deraf følgende udtynding af befolkningen, har mange byer som samtidig huser en småort en væsentligt større befolkning, end den som SCB opgiver i deres statistik. Lige så almindeligt er det at småorterne gennem moderne bebyggelse mellem byerne kommer til at omfatte flere eller dele af flere forskellige byer. Småorternes navn har i mange tilfælde intet at gøre med de navn som optræder på kort eller vejskilte.
Den første beregning og afgræsning af småorter i Sverige fandt sted i 1990. Allerede ved næste afgrænsning i 1995 var inddelingens kvalitet blevet forbedret men samtidig forandret så en sammenligning med den tidligere beregning i nogle tilfælde blev mangelfuld. Blandt andet blev bygningsregisteret benyttet ved afgrænsningen i 1995, men ikke i 1990.
I 2000 var der 2.690 småorter, og i 2005 2.876. Mellem 2000 og 2005 ophørte 152 byer med at være småorter, da deres indbyggertal faldt til under 50. 59 småorter havde derimod fået flere indbyggere, og var enten vokset sammen med et byområde (tätort) eller blevet nye egne tätorter. I samme periode var der tilkommet 397 nye småorter. Afgrænsningen af småorter ses over hvert femte år, sideløbende med tätorterne. Resultatet af småortsafgrænsningen i 2005 blev publiceret den 27. juni 2007.
Ved sammentællingen i 2010 var der 2.920 småorter. I 2015 var tallet steget til 3.135, og siden 2010 var der tilkommet mere end 1.000 nye småorter og 872 småorter ophørt. Ud af de 872 ophørte småorter var 680 blevet til tätorter. Forklaringen på disse store forandringer var en ny metode til afgrænsning af småorter og tätorter. En del småorter ophørte fordi de blev delt op i to mindre byer, fordi man begyndte at håndhæve kravet om afstand mellem husene strengere eller fordi huse blev ubeboede. I mange småorter er der store mellemrum mellem husene, fordi der var plads, hvis nogen ville have en stor grund, og det kan for eksempel være at en frugtbar mark ikke bebygges.
Før småortsafgræsningen i 2015 kunne også byer med mere end 200 indbyggere regnes som småorter, hvis de havde en for høj andel af fritidshusbebyggelse (mere end 50 procent) til at være tätorter. Dette blev ændret i 2015, da grænsen for andelen af fritidshusbebyggelse i tätorter blev afskaffet.